# Antropologia miasta
Antropologia miasta – dział antropologii kulturowej, zajmujący się badaniem systemów kulturowych i tożsamości w miastach, a także różnych politycznych, społecznych, ekonomicznych i kulturowych czynników, które kształtują tkankę miejską i procesy w niej zachodzące.

## Początki antropologii miasta
Antropologia miasta rozwijała się od lat 30. XIX wieku, lecz zainteresowanie tym tematem zaczęło się rozwijać dopiero w latach 60. 
Początkowo zainteresowanie tematem miasta było rozszerzeniem antropologicznych badań nad społeczeństwami wiejskimi i samą wsią.  We wczesnej antropologii miasta korzystano z metod badawczych wypracowanych specjalnie dla małych plemion, „społeczeństw prymitywnych”, aby przyglądać się społecznościom wykluczonym takim jak getta, dzielnice etniczne i „miejskie wioski”. Badania skupiały się głównie na problemach społecznych, takich jak na przykład bieda. 
Aby uniknąć etnocentryzmu, antropolodzy miasta używali metod etnograficznych, analiz historycznych i międzykulturowych porównań, co miało pokazać, że mechanizmy społeczne i instytucje kulturalne odróżniają miasta od społeczeństw wiejskich. Początkowo antropologia miasta zwracała uwagę na silne przyjaźnie, stosunki pokrewieństwa i solidarność etniczną wśród mieszkańców, obecnie miasta przedstawiane są jako miejsce fragmentacji, wyobcowania i relacji bezosobowych. 

## Rozwój antropologii miasta
W latach 70. zainteresowanie antropologów zaczęło przenosić się z „antropologii w mieście” (patrzenie na miasto wyłącznie jako na miejsce badań) na antropologię miasta (antropologię o mieście – analiza relacji, symboli). Kontynuowano używanie wcześniejszej terminologii, aby stworzyć „mapę” zróżnicowania zjawisk miejskich oraz wypracować nomenklaturę. Na podstawie zestawienia ze sobą czynników ekonomicznych i politycznych Richard Fox wyróżnił miasta: administracyjne, handlowe, kolonialne, przemysłowych. Inni dodali typy takich miast, jak postkolonialne, modernistyczne i postmodernistyczne. Badania w miastach postawiły antropologii kilka metodologicznych i konceptualnych wyzwań. Antropolodzy miasta mieli wpływ na postrzeganie holizmu i analizy synchronicznej. Ekonomia polityczna stała się użyteczna w analizowaniu historycznych współczesnych sił, które wytwarzają nierówności wewnątrz i pomiędzy miastami.
Ponadto antropolodzy miasta starają się znaleźć inne metody do badań nad miastem (takie jak analiza sieci i analiza przypadku). Od początku lat  80. antropolodzy miasta zaczęli posiłkować się narzędziami badawczymi i aparatem pojęciowym zapożyczonym innych dziedzin, aby zrozumieć złożoność miejskiego życia i tego jak ważne jest w nim udział wielu podmiotów, które kształtują miasto i jego przestrzenie. Obecne badania zaważają na to, aby nie homogenizować  typów miast  i zwracają uwagę na  różnorodności pomiędzy i w obrębie miast. 
Od wczesnych lat 90. antropolodzy miasta badali szeroką gamę praktycznych i teoretycznych zagadnień, takich jak bezdomność, analizy przestrzenne, kultura popularna, ruchy społeczne i obywatelstwo, płeć i rasowa nierówność, procesy globalne i międzynarodowe powiązania.

## Współczesna antropologia miasta
Współczesna antropologia miasta zajmuje się teoretyzacją zabudowy i koncepcją miejskiego zagospodarowania. Pozwala na analizę zagospodarowania miejskiego i planów zabudowy w celu poprawy funkcjonalności miast bądź ich części. Antropolodzy miasta czynnie uczestniczą w życiu społecznych miejskich organizacji pozarządowych, które starają się aby przywrócić miastom użyteczność dla mieszkańców, a nie tylko czynić je wygodnymi dla przyjezdnych.